# Пусанський метрополітен
Пусанський метрополітен (кор. 부산 지하철) — система ліній метрополітену в місті Пусан, Республіка Корея. Був відкритий у 1985 році та став другим метрополітеном в країні після Сеульського.

## Історія
Проект будівництва метрополітену в місті Пусан був затверджений у 1979 році. Будівництво розпочалося 13 червня 1981 року. Початкова ділянка Першої лінії між станціями «Бомнеголь» та «Бомоса» відкрита у 1985 році, складалася з 16 станцій та мала довжину 16,2 км. У наступне десятиліття лінія була суттєво розширена. Будівництво Другої лінії стартувало у 1991 році, початкова ділянка лінії відкрилася 30 червня 1999 року. Третя лінія у повному складі відкрилася у 2005 році. Четверта лінія відкрита у 2011 році, стала першою автоматизованою лінією метро з шинним ходом в Кореї.
Доповнює систему естакадна Лінія ЛРТ Пусан — Кімхе відкрита у 2011 році. Вона поєднує Пусан з Міжнародним аеропортом Кімхе та містом Кімхе. На лінії використовуються двовагонні автоматизовані потяги. Також до системи зараховують повністю інтегровану з метрополітеном приміську залізничну лінію Донхе що має в межах міста 14 станцій.

## Лінії
На літо 2018 року в місті існує 4 лінії метрополітену, які доповнюють Лінія ЛРТ Пусан — Кімхе, та приміська залізнична лінія. На лініях використовується різний спосіб живлення потягів (на лініях 1, 2, 3 та Донхе — повітряна контактна мережа, потяги ліній 4 та «ЛРТ Пусан — Кімхе» живляться від третьої рейки).
| №           | Дата відкриття    | Останнє продовження | Кількість станцій | Кінцеві станції           | Довжина в км | Кількість підземних станцій | Особливості                                                        |
| ----------- | ----------------- | ------------------- | ----------------- | ------------------------- | ------------ | --------------------------- | ------------------------------------------------------------------ |
| 1           | 19 липня 1985     | 2017                | 40                | «Пляж Дадепхо»-«Нопхо»    | 40,5         | 32                          | Використовуються восьмивагонні потяги                              |
| 2           | 30 червня 1999    | 2015                | 44                | «Чангсан»-«Янсан»         | 45,2         | 38                          | Використовуються шестивагонні потяги                               |
| 3           | 28 листопада 2005 | —                   | 17                | «Суйон»-«Деджо»           | 18,7         | 13                          | Використовуються чотиривагонні потяги                              |
| 4           | 30 березня 2011   | —                   | 14                | «Мінам»-«Анпхьон»         | 12           | 8                           | Використовуються шестивагонні автоматизовані потяги з шинним ходом |
| Лінія Кімхе | 9 вересня 2011    | —                   | 21                | «Сасан»-«Університет Кая» | 23,9         | —                           | Використовуються двовагонні автоматизовані потяги                  |
| Лінія Донхе | 2016              | —                   | 14                | «Бучон»-«Ількван»         | 28,5         | —                           | Повністю інтегрована з метро приміська наземна залізнична лінія    |

## Станції
Переважна більшість станцій побудована з береговими платформами. Станції відкриті у 1980 — 90-х спочатку не були обладнані станційними дверима, але з середини 2000-х почалася поетапна реконструкція та обладнання станцій скляними дверима що відділяють платформу від потяга. Починаючи з Третьої лінії всі нові станції одразу побудовані закритого типу. Всі назви станцій на мапах та стінах обов'язково дублюються англійською мовою, оголошення в потягах також двомовні. За для зручності орієнтування всі станції пронумеровані, перша цифра збігається з номером лінії на які знаходиться ця станція.

## Галерея

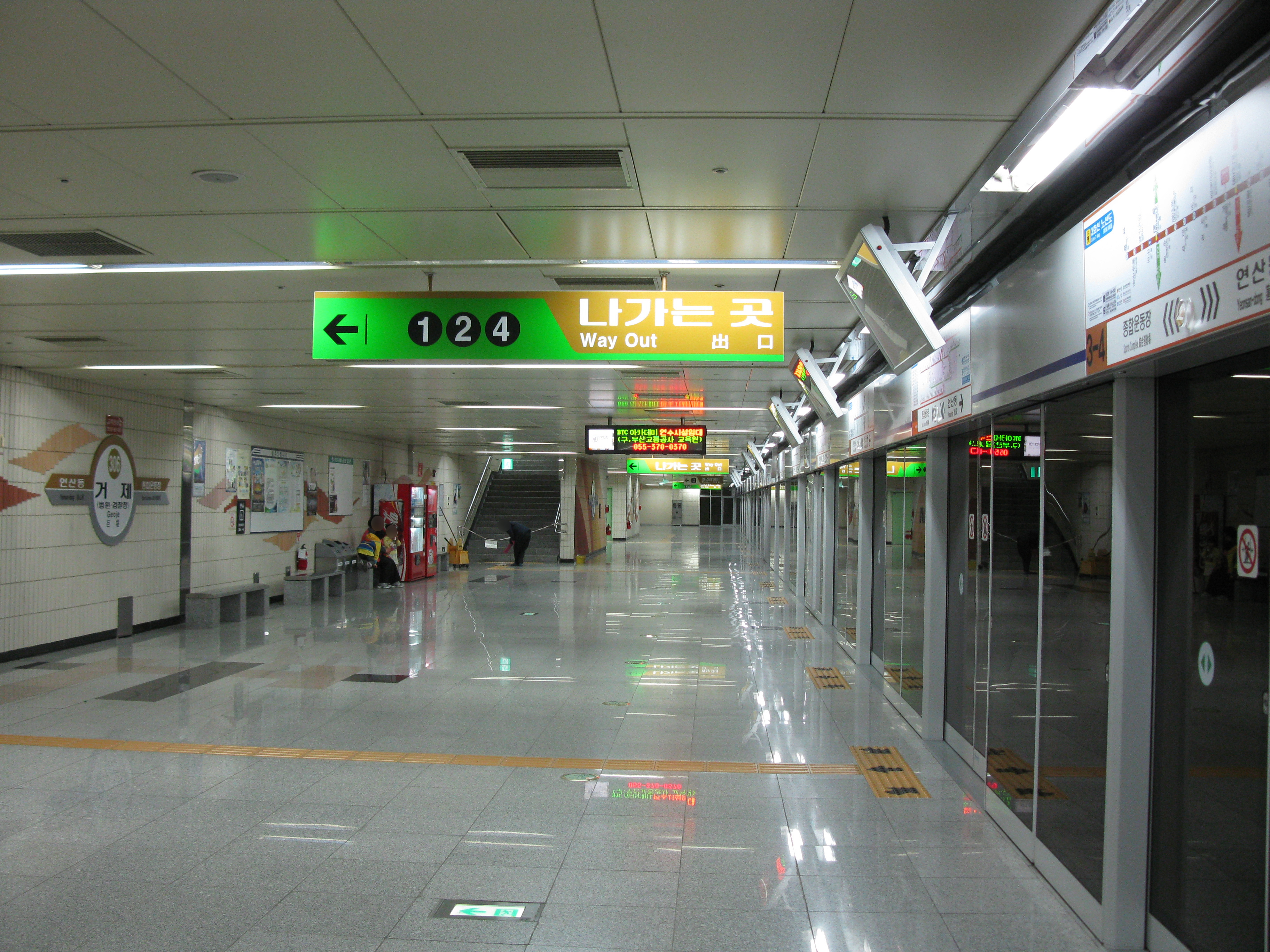
Платформа на станції Кодже
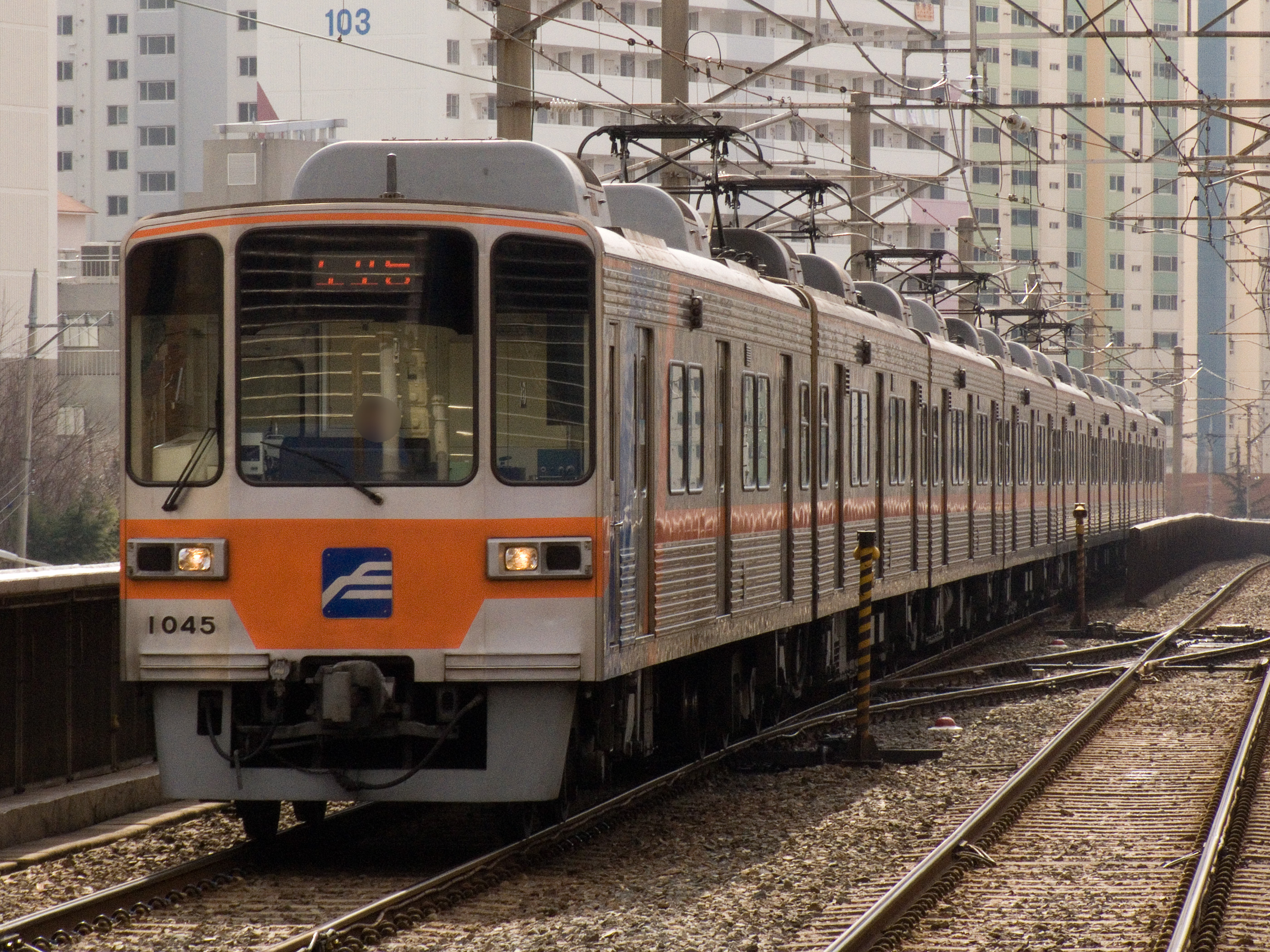
Потяг на Першій лінії
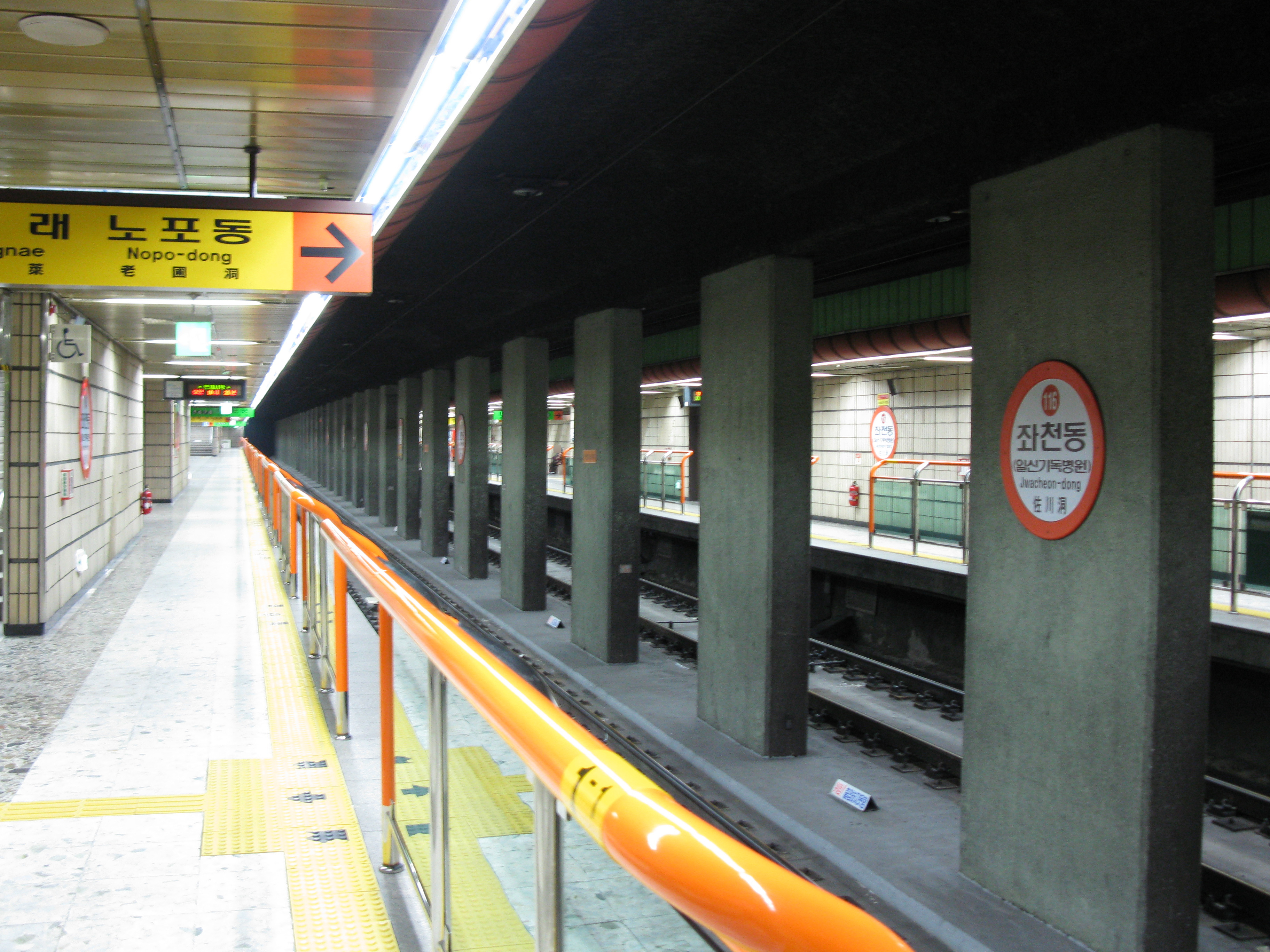
Станція Чвачхон-дон
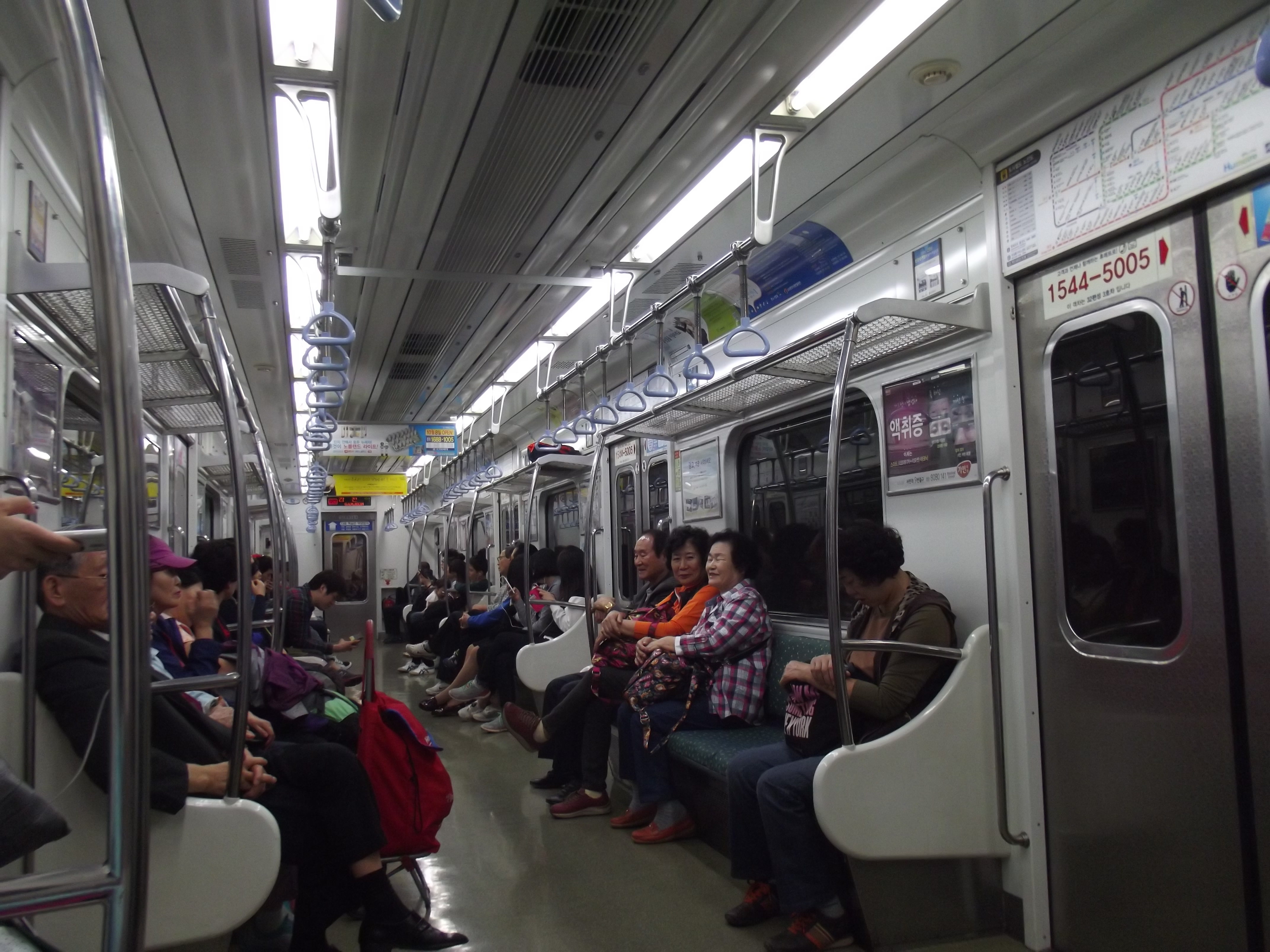
В вагоні Пусанського метро
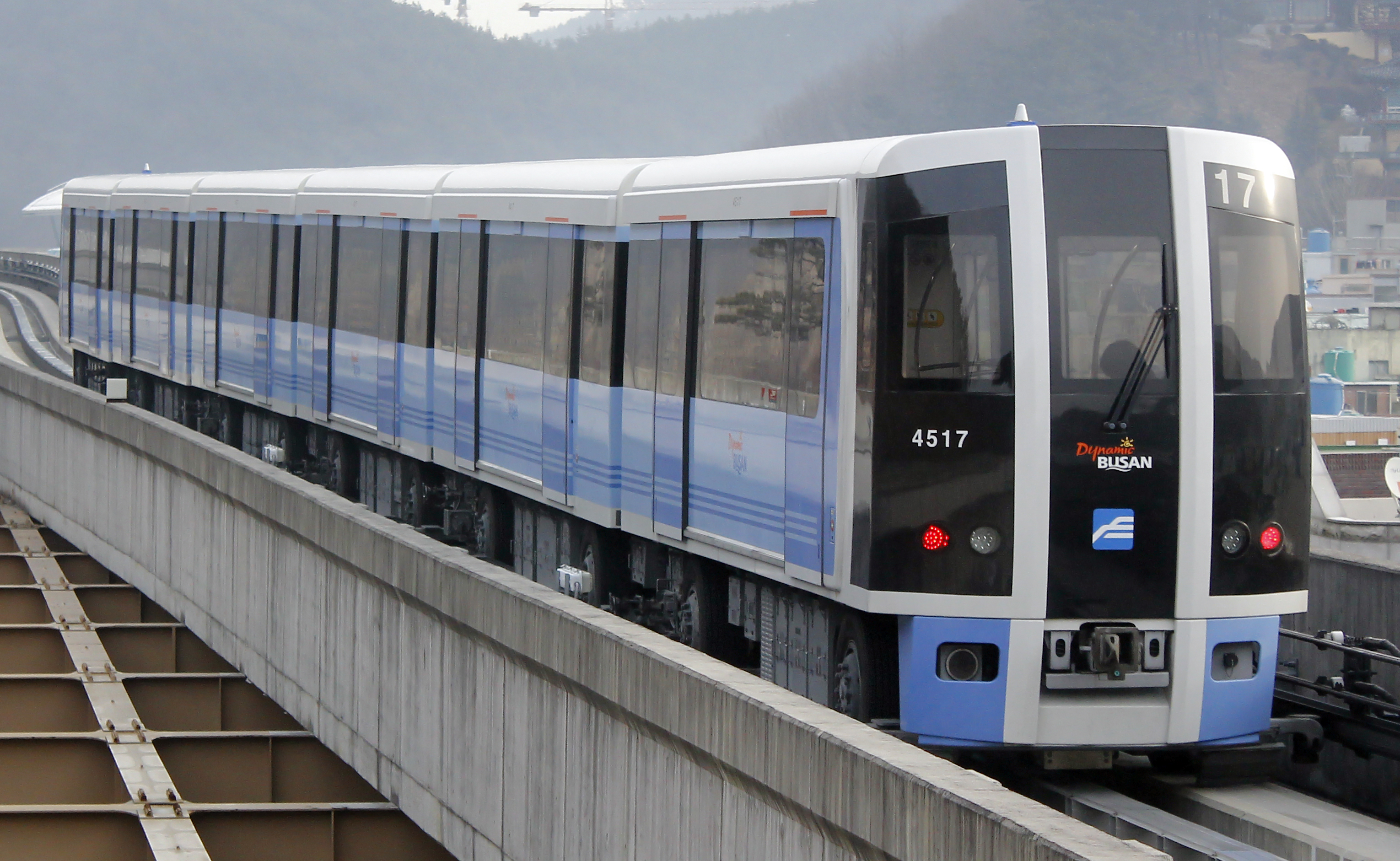
Потяг з шинним ходом на Четверті лінії
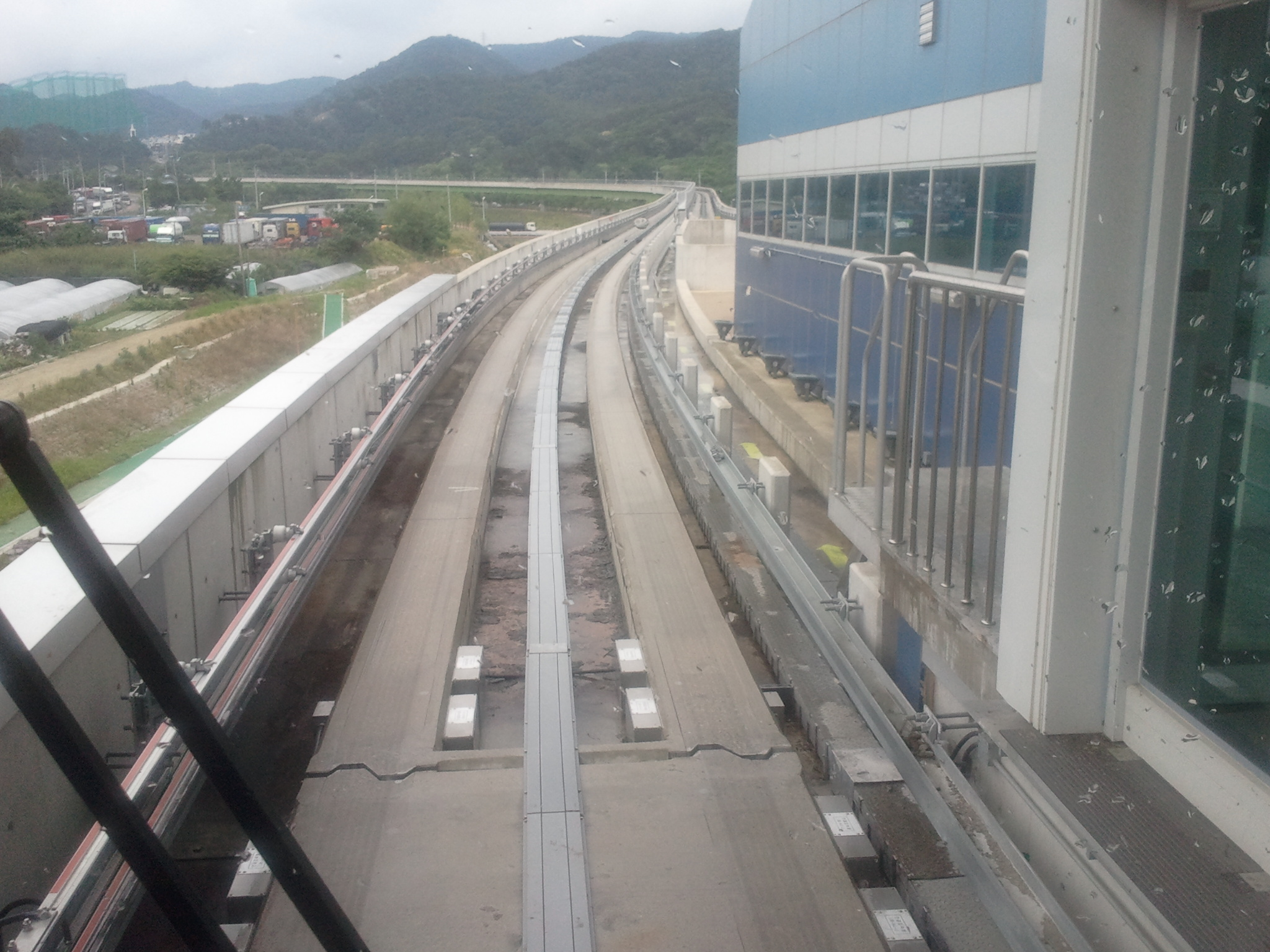
Метро з шинним ходом (4 лінія)
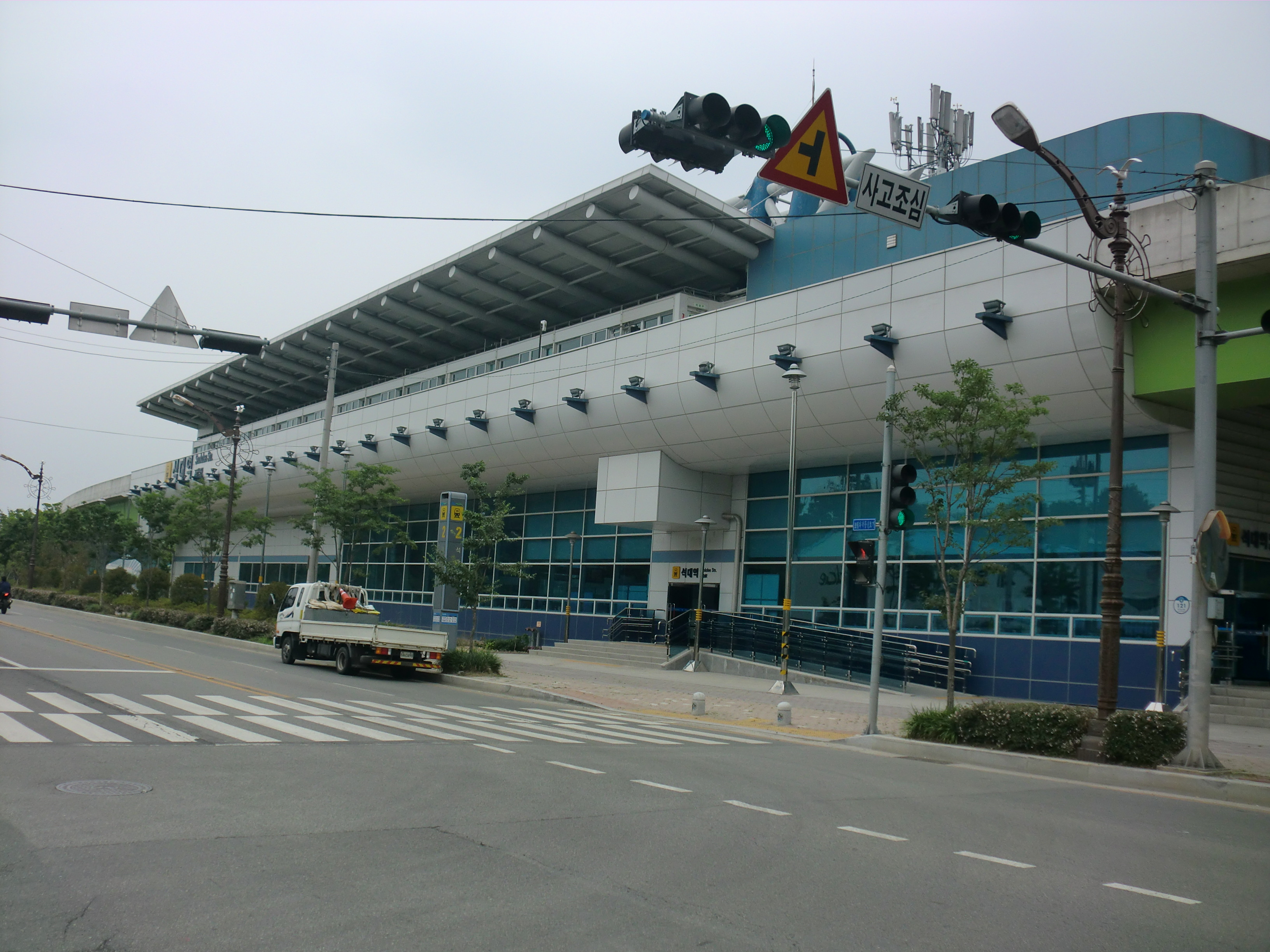
Естакадна станція Сокдє
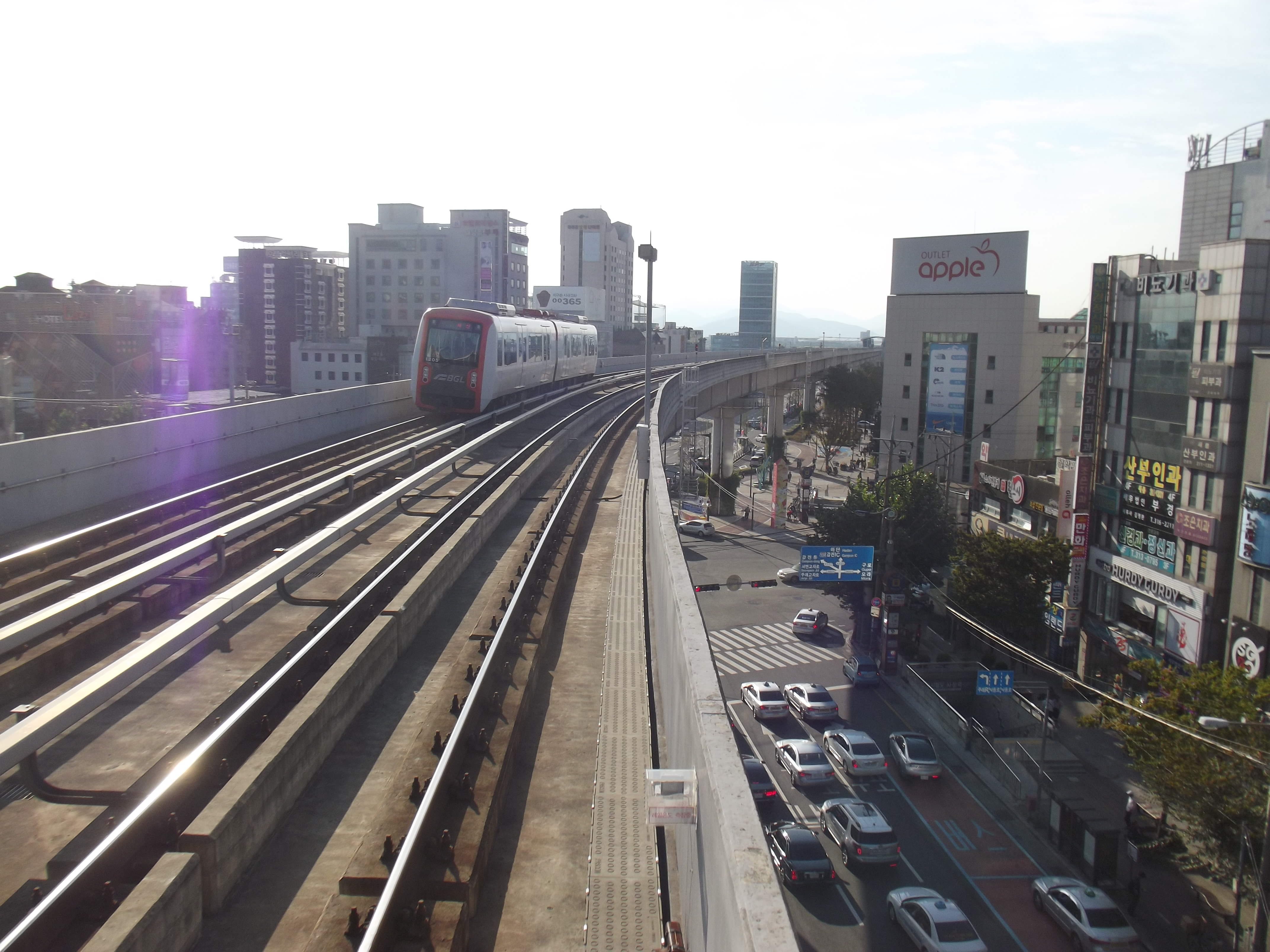
Лінія Кімхе (легке метро)